# Johan Scherrewitz
Johan Frederik Cornelis Scherrewitz (Amsterdam, 18 maart 1868 – Hilversum, 9 augustus 1951) was een Nederlands kunstschilder en aquarellist. Hij maakte vooral landschappen en strandgezichten, vaak met figuren en beesten. Hij wordt gerekend tot de "nabloei" Haagse School.

## Leven en werk
Scherrewitz was de zoon van een Amsterdamse effectenmakelaar en was aanvankelijk ook zelf ook tot dat beroep voorbestemd. Het liep echter anders. "Ik had er echt geen zin in", zei hij later tegenover zijn biograaf Henri van Calker, "en na wat tegenpruttelen kreeg ik eindelijk verlof om 's zondagsmiddags tekenlessen te nemen bij de leraar Veltens <...> Later kreeg ik ook nog van Poggenbeek enkele lessen. Toen mijn vader begreep dat ik nooit een goed effectenman zou worden kreeg ik mijn zin en ging, met de schilderkunst gewapend, zwerven".
Scherrewitz verhuisde in 1898 voor een periode naar Laren en later naar Hilversum. Hij werd echter minder aangetrokken door de polders, maar meer door open boslandschappen, zoals hij die vond in tijdens zijn veelvuldige "uitstapjes" naar Brabant, de Veluwezoom en de Lage Vuursche. Ook schilderde hij veel aan de kust van de Noordzee. Zijn leven lang hield hij vast aan de stijl van de Haagse School, waarbij hij een sterke voorliefde had voor herfstige kleuren. Zijn schilderijen worden vaak bevolkt door herders met schapen, vissers met hun schuiten, karren en paarden, en boeren met koeien: eenvoudige mensen, met veel,liefde geschilderd, die zich bijna lijken te vereenzelvigen met de natuur.
Scherrewitz had zijn leven lang veel succes in de Verenigde Staten, Engeland en Schotland, waar het werk van de Haagse Scholers nog steeds erg gewild was. Zijn schilderijen waren er op een gegeven moment bijna niet meer aan te slepen. Scherrewitz deed dan ook nauwelijks nog moeite om ook in eigen land te exposeren of te verkopen, mede omdat de interesse in de Haagse School na 1914 hier op een dieptepunt was geraakt. Onder kunstenaars werd hij hoog geprezen maar bij het Nederlandse publiek bleef hij relatief onbekend, hoe Hollands zijn thema's ook waren.
Scherrewitz overleed in 1951, 83 jaar oud. Werk van hem is onder andere te zien in het Rijksmuseum Twenthe in Enschede.

## Noot
1. ↑  Cf. Schilders van de Broeksloot, blz. 77.

- Bibliothèque nationale de France: cb15018658z (data)
- Biografisch Portaal: 40228518
- Gemeinsame Normdatei: 130598208
- International Standard Name Identifier: 0000 0000 6687 051X
- Library of Congress Control Number: nr2006019293
- Nederlandse Thesaurus van Auteursnamen: 274169118
- RKD-Nederlands Instituut voor Kunstgeschiedenis: 70393
- Système universitaire de documentation: 108506932
- Union List of Artist Names: 500018426
- Virtual International Authority File: 38030259
- WorldCat: E39PBJqQypYRwRYMTbkJ7Ywgrq